# Kostino (przystanek kolejowy)
Kostino (ros. Костино) – przystanek kolejowy w miejscowości Kostino, w rejonie dzierżyńskim, w obwodzie kałuskim, w Rosji. Położony jest na linii Wiaźma – Kaługa.